# لوسيان ديغيورغس
لوسيان ديغيورغس (بالفرنسية: Lucien Degeorges)‏ (25 فبراير 1942 في آنسي) لاعب كرة قدم فرنسي معتزل كان يجيد اللعب في خط الدفاع .

## المسيرة الرياضية
بدأ ديغيورغس مسيرته الرياضية في نادي أنيسي المحلي ثم انتقل إلى نادي ليون في 1960 وساهم في تتويجه ببطولة كأس فرنسا موسمي 1963-1964 و1966-1967 بينما احتل المركز الثاني في موسم 1962-1963 .

## وصلات خارجية
- لوسيان ديغيورغس على موقع قاعدة بيانات كرة القدم.إي يو (الإنجليزية)
- لوسيان ديغيورغس على موقع عالم كرة القدم.نت (الإنجليزية)